# 卢克·里德诺
卢卡斯·罗宾·「卢克」·里德诺（英語：Lukas Robin "Luke" Ridnour，1981年2月13日—），生于爱达荷州多蓝市，美国职业篮球运动员。

## 高中生涯
他是前高中篮球教练，现ABA联盟贝林汉姆爆扣队教练罗宾·里德诺的儿子。当里德诺在高中二年级的时候，他父亲将体育馆的钥匙交给他便于他晚上训练。高中期间里德诺带领Blaine高中获得了两次州冠军的头衔，并且在2000年他的毕业年，入选了麦当劳和Parade杂志的高中全明星阵容。

## 大学生涯
里德诺是俄勒冈大学的球星，他的队友还有卢克·杰克逊，带领大学两次参加NCAA一级锦标赛，并且在2002年晋级赛事的八强。他刷新了大学篮球队的助攻总数 (218次)和62次罚球连中的联盟纪录。里德诺在大学三年级离开了俄勒冈大学，同时取得了太平洋十大联盟年度最佳球员，在2003年NBA选秀中第一轮第14顺位被西雅图超音速队选中。里德诺在俄勒冈大学篮球队的贡献是十分广泛的，在他大学期间最后一场比赛中，大学体育馆齐声回荡“再待一年”的声音直到里德诺离开球馆。尽管在那天的球馆内他暗示自己有可能在大学再打一年，但是最终还是选择了加盟NBA。

## NBA生涯
里德诺的新秀赛季十分的普通，但是在2004-05赛季开始他便成为了超音速队的首发控球后卫，在2005年全明星周末中，他参加了NBA新秀挑战赛和NBA技巧赛。他被认定为拥有NBA巨星潜质的球员之一，NBAdraft.net甚至拿他与史蒂夫·纳什和约翰·斯托克顿做比较，尽管目前他的球员效率排名和防守水平数据事实上都比较低下。里德诺表示迈克尔·乔丹是对他影响最大的也是个人最崇拜的篮球英雄。球队主教练鲍勃·希尔说“如果他想要保持首发位置就必须不断的努力”
里德诺在球场上经常上演杂耍般的进球而被人所称道。

## 个人资料
- 卢克有一个姐姐，希瑟(Heather)。
- 卢克在2005年8月26日与Kate Reome在多蓝市结婚。